# Phrantela annamurrayae
Phrantela annamurrayae é uma espécie de gastrópode da família Hydrobiidae. É uma espécie de minúsculo caramujo de água doce com opérculo, um molusco gastrópode aquático ou micromolusco da família Hydrobiidae
É endémica da Austrália.